# 유나이티드 시네마
유나이티드 시네마(일본어: ユナイテッド・シネマ, 영어: UNITED CINEMAS)는 일본의 로손의 영화관 체인이다.